# Odinia biguttata
Odinia biguttata är en tvåvingeart som beskrevs av Curtis W. Sabrosky 1959. Odinia biguttata ingår i släktet Odinia och familjen tickflugor. Inga underarter finns listade i Catalogue of Life.